# Liselotte Popelka
Liselotte Popelka (* 23. Mai 1931 in Wien; † 27. Juni 2014 in Döbling, Österreich) war eine österreichische Kunsthistorikerin und Leiterin der Kunstsammlungen am Heeresgeschichtlichen Museum Wien.

## Leben und Werk
Popelka studierte Kunstgeschichte, Germanistik, Archäologie und Philosophie an der Universität Wien und promovierte 1957 mit einer Dissertation zur alttestamentarischen Ikonographie, besonders des deutsch-niederländischen Kunstbereichs. Nach einer Tätigkeit als wissenschaftliche Hilfskraft am Kunsthistorischen Institut der Universität Wien erhielt sie ein Stipendium am Österreichischen Kulturinstitut Rom und wurde 1959 Kustodin am Heeresgeschichtliches Museum Wien. An der Universität Wien war sie 1982 als Lektorin für Museumskunde, Ausstellungswesen sowie Quellenkunde tätig und habilitierte sich dort 1991 für Kunstgeschichte. 1991 wurde sie Universitätsdozentin für Mittlere, Neuere und Neueste Kunstgeschichte an der Universität Wien und 2001 außerordentliche Professorin. Sie erreichte als Hofrätin und seit 1995 stellvertretende Direktorin im Verteidigungsministerium eine Dienstklasse im Generalsrang. Sie wurde am Döblinger Friedhof bestattet.

## Auszeichnungen
- 1972: Silbernes Ehrenzeichen für Verdienste um die Republik Österreich
- 1985: Goldenes Ehrenzeichen für Verdienste um die Republik Österreich
- 2007: Goldenes Doktordiplom

## Publikationen (Auswahl)
- L. Popelka: Ein österreichischer Maler segelt um die Welt. Böhlau, Graz/Köln 1964.
- L. Popelka: Castrum doloris oder „Trauriger Schauplatz“: Untersuchungen zu Entstehung und Wesen ephemerer Architektur. (= Veröffentlichungen der Kommission für Kunstgeschichte. Bd. 2). Österreichische Akademie der Wissenschaften. Kommission für Kunstgeschichte, 1994, ISBN 3-7001-2089-3.
- L. Popelka: Marchfeldschlösser. 1959.
- L. Popelka: Heeresgeschichtliches Museum in Vienna. 1988, ISBN 3-222-11761-6.